# Crematogaster aberrans
Crematogaster aberrans är en myrart som beskrevs av Auguste-Henri Forel 1892. Crematogaster aberrans ingår i släktet Crematogaster och familjen myror.

## Underarter
Arten delas in i följande underarter:
- C. a. aberrans
- C. a. assmuthi
- C. a. inglebyi